# Blaszakia
Blaszakia – rodzaj roztoczy z rzędu Trombidiformes i rodziny dutkowców. Obejmuje 2 opisane gatunki. Oba są obligatoryjnymi pasożytami zewnętrznymi ptaków z rodziny turakowatych, bytującymi wewnątrz dutek ich piór. Znane są tylko z krainy etiopskiej.

## Taksonomia
Rodzaj oraz oba jego gatunki, Blaszakia tauracos i Blaszakia rossae, zostały opisane w 2008 roku przez Macieja Skorackiego i Bożenę Sikorę z Wydziału Biologii Uniwersytetu im. Adama Mickiewicza w Poznaniu. Nazwę rodzajową nadano na cześć Czesława Błaszaka, znanego polskiego akarologa i redaktora naukowego wielotomowego podręcznika zoologii.
Najbardziej zbliżonym doń morfologicznie rodzajem jest Charadriphilus.

## Morfologia
Roztocze te osiągają niewielkie jak na dutkowce rozmiary. Długość ciała u dorosłych samic wynosi od 550 do 580 μm, a u samców od 430 do 440 μm. Ciało podzielone jest na pseudotagmy – gnatosomę i idiosomę, a ta ostatnia z kolei na propodosomę i hysterosomę.
Gnatosoma ma subkapitulum osadzone głęboko w idiosomie, stylofor o tylnej części zaokrąglonej oraz palec ruchomy szczękoczułków nieuzbrojony w ząbki. Położone w rostralnej części styloforu M-kształtne perytremy mają po 2–3 komory w gałęziach poprzecznych i po 5–7 komór w gałęziach podłużnych. Hypostom pozbawiony jest ząbków bocznych i ma zaokrąglony wierzchołek, który u samicy nosi dwie pary palcowatych guzków i dwie pary warg. Nogogłaszczki mają zaokrąglone krawędzie odsiebne stogoleni.
Propodosoma ma na stronie grzbietowej (propodonotum) całobrzegą, słabo zesklerotyzowaną tarczkę propodonotalną i 6 par szczecin (w tym szczecinki vi), ułożonych w czterech rządkach liczących kolejno 2, 1, 1 i 2 ich pary. Na grzbietowej stronie hysterosomy (hysteronotum) tarczka hysterosomalna jest zrośnięta z tarczką pygidialną. U samca wszystkie szczecinki idiosomy są gładkie, natomiast u samicy wszystkie z wyjątkiem szczecinek terminalnych są guzkowato ornamentowane. Szczecinki genitalne i analne występują w liczbie 2 par, a paragenitale w liczbie 3 par.
Na spodzie propodosomy apodemy przy odnóżach pierwszej pary nie są zlane z apodemami przy odnóżach drugiej pary; u samicy są lekko, a u samca silnie rozbieżne. Pola koksalne (pozostałości bioder) dwóch początkowych par odnóży różnią się kształtem i rozmiarami. Chetotaksja odnóży obejmuje pełny zestaw szczecin charakterystycznych dla rodziny, zobacz: odnóża kroczne dutkowców.

## Ekologia i występowanie
Rodzaj znany wyłącznie z krainy etiopskiej. Dotychczas stwierdzono jego występowanie w DR Konga, Tanzanii i Gwinei.
Oba zaliczane do rodzaju gatunki są obligatoryjnymi pasożytami zewnętrznymi ptaków z rodziny turakowatych, bytującymi wewnątrz dutek ich piór. Do poznanych żywicieli tych roztoczy należą: turak czarnodzioby, turak ostroczuby i turak czerwonoczuby. Stwierdzano je w lotkach drugorzędowych.